# Petra Jászapáti
Petra Jászapáti née le 31 décembre 1998 à Szeged, est une patineuse de vitesse sur piste courte et coureuse cycliste sur piste hongroise.

## Biographie
Elle pratique le roller dès toute petite, puis s'intéresse au short-track à l'âge de dix ans, en 2008. Elle s'inscrit au club de Szeged, la ville où elle est née. Elle cite la patineuse de vitesse sur piste courte hongroise Bernadett Heidum comme son modèle.

## Carrière

### Résultats en junior
En 2016, Jászapáti est septième au classement général des Championnats du monde junior.
En 2017, elle est sixième au classement général des Championnats du monde junior et elle arrive en neuvième position des Championnats d'Europe, avec une médaille d'argent pour la Hongrie au relais. Elle arrive onzième aux Championnats du monde.

### Jeux olympiques de Pyeongchang
La Coupe du monde de short-track 2016-2017, en quatre manches, fait office de qualifications pour le patinage de vitesse sur piste courte aux Jeux olympiques de 2018.
À la première manche de la Coupe du monde, à Budapest, elle arrive 9e au 1500 mètres. Au 1000 mètres, elle arrive dixième. Au relais, elle fait partie de l'équipe qui obtient la médaille d'argent. À la deuxième manche de la Coupe du monde, en octobre 2017 à Dordrecht, elle arrive dixième. Elle se classe douzième au 500 mètres. À la troisième et avant-dernière manche de la Coupe du monde, en novembre 2017 à Shanghai, elle arrive 17e au 1500 mètres. Son équipe de relais est constituée d'elle, de Andrea Keszler, de Sara Luca Bacskai et de Zsofia Konya. Elles remportent la finale B, ce qui les place en cinquième position.
En mars 2018, elle arrive deuxième du 500 m aux Championnats du monde junior de patinage de vitesse sur piste courte 2018.

### Jeux olympiques de 2022
Elle obtient le bronze au relais par équipes mixte, avec Zsófia Kónya, Shaoang Liu et Shaolin Sándor Liu.

### Carrière en cyclisme
En août 2022, elle est sélectionnée pour participer aux championnats d'Europe de cyclisme sur piste de Munich, où elle est alignée dans les épreuves de vitesse.